# Serenata a Margellina/Che ne sarrà dimane
Serenata a Margellina/Che ne sarrà dimane, pubblicato nel 1960, è un singolo del cantante italiano Mario Trevi

## Storia
Le incisioni presentano la cover del brano vincitore del Festival di Napoli 1960, presentato da Flo Sandon's e Ruggero Cori, più un inedito.

## Tracce
Lato A
- Serenata a Margellina (Martucci-Mazzocco)

Lato B
- Che ne sarrà dimane (Duyrat-Assanti)

## Incisioni
Il singolo fu inciso su 45 giri, con marchio Durium- serie Royal (QCN 1119). 
Direzione arrangiamenti: M° Franco Riva.